# Tenues de la Marine Nationale (France)
L'uniforme désigne l'habit militaire en général. Un même uniforme comporte plusieurs tenues, lesquelles sont des ensembles de pièces (d'uniforme) dont la composition est fonction des circonstances.
Les différentes tenues qui composent l'uniforme de la Marine Nationale répondent au besoin d'habiller les marins d'une manière homogène, nette et soignée, en fonction des circonstances et des zones climatiques où opèrent les personnels de l'armée de mer.
Conférant un caractère militaire et national, l'uniforme se doit d'être élégant et pratique. L'évolution des systèmes d'armes et des navires conduit désormais à nettement distinguer son emploi selon le contexte : activité opérationnelle ou bien service ordinaire,.

## Coiffures

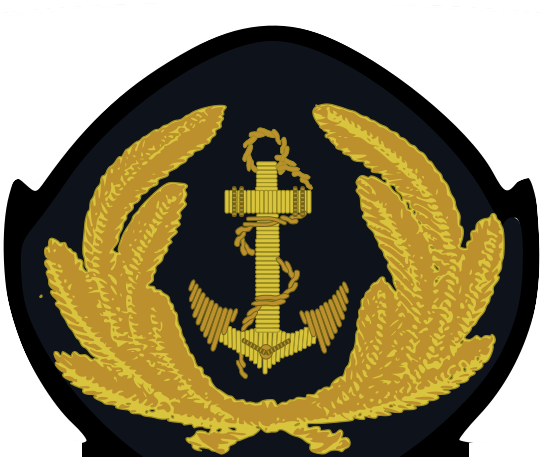
Insigne de coiffure : macaron pour casquette d'officier de la marine ; celui des amiraux est légèrement différent car l'ancre, dépourvue de câble, est ornée d'ailes et de foudres.

Les marins portent trois types de coiffure:
- une casquette pour les officiers et les officiers mariniers. La coiffe de cette casquette est blanche[4].
- un bonnet (surnommé bachi) pour les QMM (Quartiers-Maîtres et Matelots) ; la coiffe du bonnet est également blanche.
- un tricorne pour le personnel féminin ; la coiffe du tricorne est également blanche.

Une étude avait été lancée en début d'année 2019 visant à remplacer le tricorne par la casquette et le bonnet. L'expérimentation s'est achevée en juillet 2019 par la conclusion que le tricorne sera conservé, cette coiffure ayant la préférence de la majorité des intéressées.
Le tricorne paraît en effet mieux adapté au port des coiffures féminines (chignon, notamment).
Il s'agit du seul élément de tenue qui peut être porté dans l'ensemble des tenues.

## Tenues de sortie
Est généralement désigné par le terme Tenue de sortie toute tenue pouvant être portée en dehors d'un arsenal.
La tenue se compose obligatoirement :
- Des chaussures de cérémonies
- D'un pantalon de cérémonie
- D'un chemise manche courte sans cravate, ou d'une chemise manche longue, avec cravate complétée par un jersey.

Selon la période de l'année cette tenue peut-être soit à dominante blanche, soit bleue.

### Tenues de cérémonie

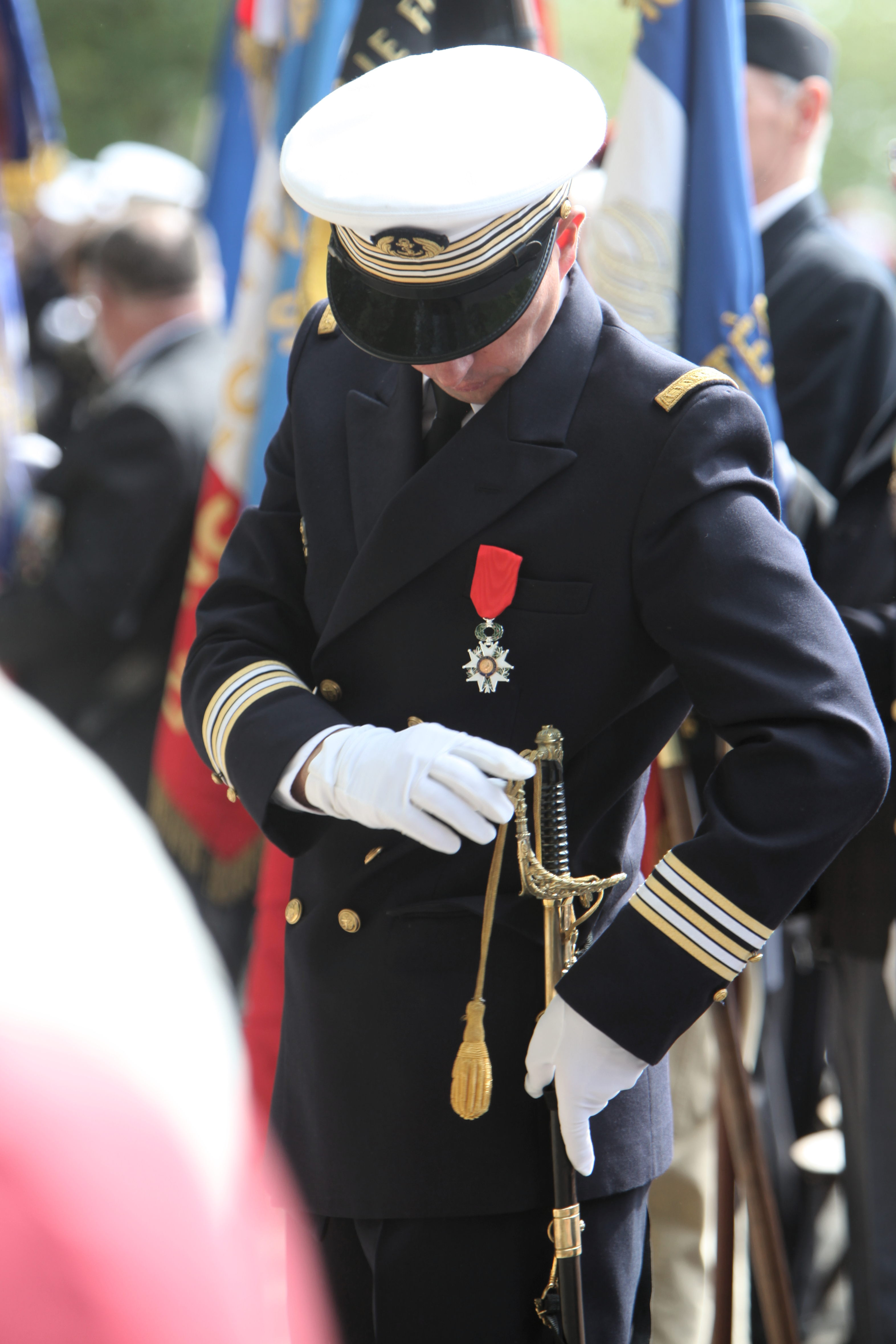
Capitaine de frégate en tenue de cérémonie n°2[5].
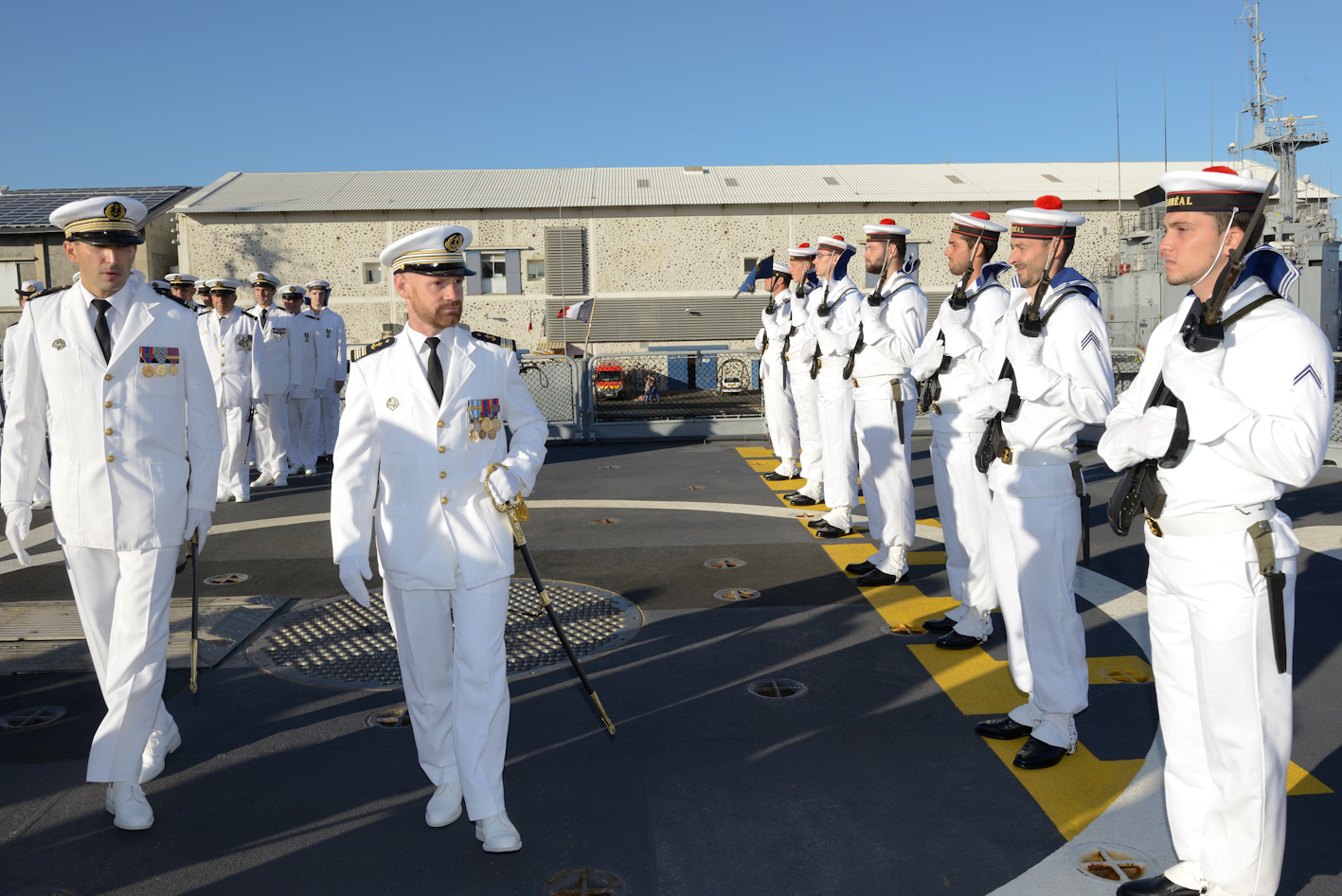
Inspection en tenue de cérémonie numéro 4[6].

Les officiers et les officiers mariniers supérieurs portent le sabre.
Il existe deux grandes catégories d'effets pour les marins :
- La première, de tonalité bleu marine, est portée dans les zones froide (F)[7] toute l'année et dans les zones chaudes (C)[8] en hiver[9]. Elle est composée d'une vareuse pour le personnel équipage ou d'une veste pour les officiers et les officiers mariniers[4].
- La seconde, essentiellement blanche, est portée en été[10] dans les régions chaudes (C) et toute l'année dans les zones tropicales (T)[4].

### Tenue de protection de base

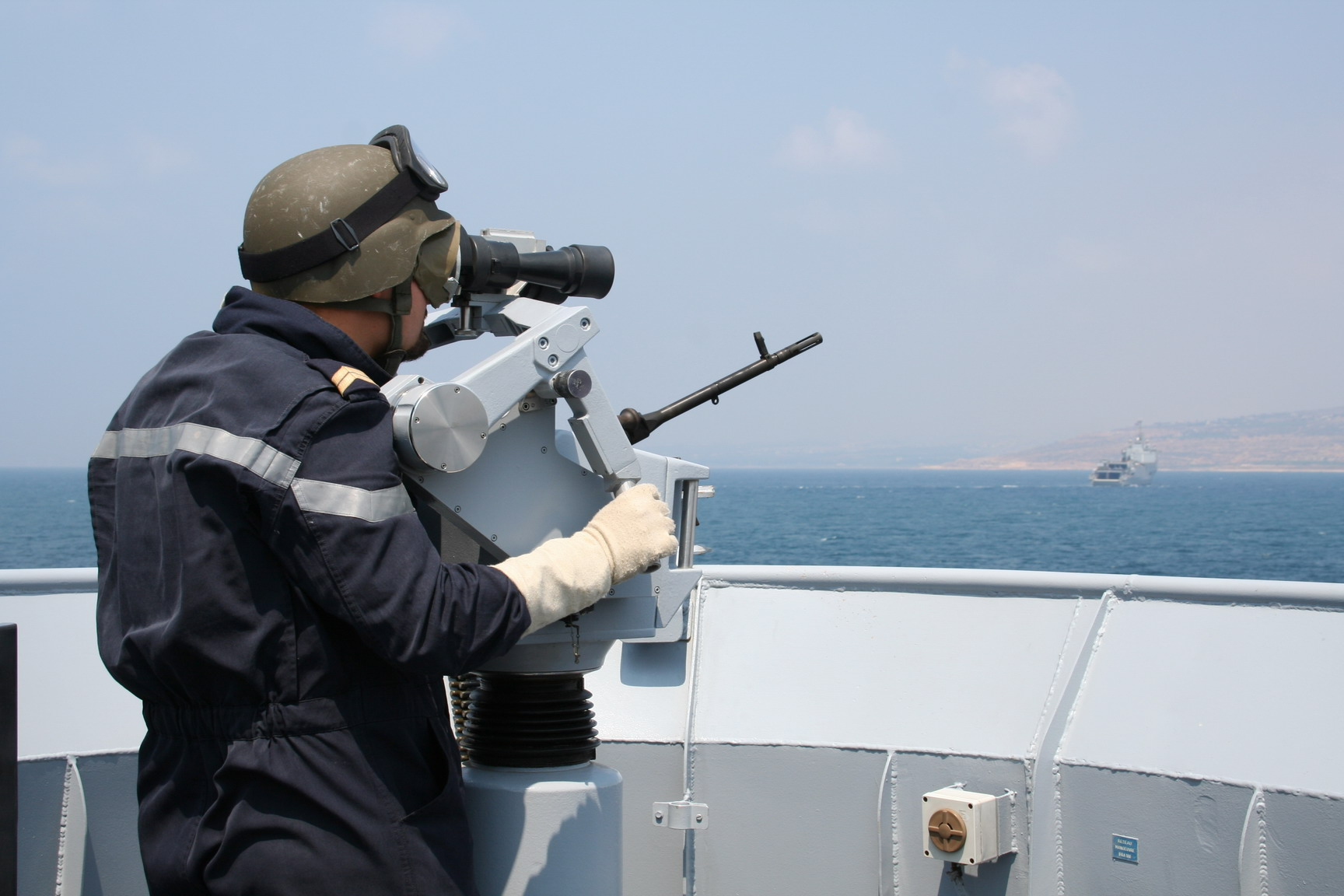
Second maître portant une Tenue de protection de base (TPB)

La tenue de protection de base (TPB) est une tenue assimilable à celle des marins pompiers, avec pour principale différence qu'il s'agit d'une combinaison. Elle a été adoptée à la suite d'un retour d'expérience des brûlures au combat causées par les incendies lors de la guerre des Malouines. Ignifugée, elle permet au marin de mieux résister lors de fortunes de combat. Cette tenue est adaptée au travail des marins. En effet, elle comporte un trousseau contenant des gants en laine (visibles sur la photo) et une cagoule permettant de se protéger sommairement des brulures lors d'un incendie. Il y a aussi des passants d'épaule permettant de porter des manchons d'épaules indiquant le grade de l'intéressé.
Elle est portée par l'ensemble des marins lorsque le navire est en mer et à terre par la fraction de service (c'est-à-dire le groupe de marins chargé de veiller sur le navire pendant 24 h).

### Tenues de service courant
Il s'agit de la tenue de travail quotidien, portée essentiellement par le personnel non officier, par les marins affectés dans les unités à terre ou sur une unité embarquée lorsque cette dernière est à quai et qu'ils ne sont pas de service.
La tenue de service courant se compose d'un pantalon de travail, bleu marine et d'un polo bleu floqué "Marine Nationale". Ils peuvent aussi porter, lorsque leur activité le leur permet (ou l'exige), une tenue comportant un short bleu sont apposés les manchons demi-souples ou les pattes d'épaules. En hiver dans les zones F et C, un jersey (pull-over) peut s'y ajouter.